# Hydraena bensae
Hydraena bensae är en skalbaggsart som beskrevs av Ludwig Ganglbauer 1901. Hydraena bensae ingår i släktet Hydraena och familjen vattenbrynsbaggar. Artens utbredningsområde är Europa och norra Asien (utom Kina). Inga underarter finns listade i Catalogue of Life.